# Kally's Mashup: Un Cumpleaños Muy Kally - Banda Sonora Original de la Película
Kally's Mashup: Un Cumpleaños Muy Kally - Banda Sonora Original de la Película è la colonna sonora del film della serie Kally's Mashup.
La colonna sonora è stata scritta da Adam Anders, Nikki Anders e Peer Åström ed è cantata dai tre attori protagonisti, Maia Reficco, Alex Hoyer e Johann Vera.

## Discografia
| Titolo                            | Cantanti                   | Durata | Minuto   |
| --------------------------------- | -------------------------- | ------ | -------- |
| Key of Life (UCMK Remix)          | Maia Reficco               | 3:15   | 00:00:00 |
| Miss Life                         | Maia Reficco               | 2:19   | 00:16:16 |
| How High                          | Johann Vera                | 3:11   | 00:26:06 |
| Breathing Fire                    | Johann Vera & Maia Reficco | 3:13   | 01:01:02 |
| More than Anyone                  | Alex Hoyer                 | 2:59   | 01:08:04 |
| More than Anyone (duet)           | Alex Hoyer & Maia Reficco  | 3:05   | 01:26:01 |
| Happy Birthday to Me (UCMK Remix) | Maia Reficco               | 3:59   | 01:32:02 |
| Totale durata: 00:22:05           |                            |        |          |